# Heteropterys capixaba
Heteropterys capixaba är en tvåhjärtbladig växtart som beskrevs av André M. Amorim. Heteropterys capixaba ingår i släktet Heteropterys och familjen Malpighiaceae. Inga underarter finns listade i Catalogue of Life.